# セウォル
セウォル（세월、世越、Sewol）は、韓国の貨客船。
元々は日本のマルエーフェリーが運航していた「フェリーなみのうえ」であり、2012年に韓国の清海鎮海運に売却された船である。売却後は改造の上、仁川 - 済州航路に就航していたが、2014年4月16日に観梅島沖で転覆沈没した（セウォル号沈没事故）。

## 船歴

### 前史
もともとは1994年6月に長崎県の林兼船渠において竣工した船である（建造時の総トン数は5,997t）。
同年7月に全長145m、幅22m、総トン数6,586t（定期点検時）となり、5階建ての船としてマルエーフェリーの鹿児島-沖縄航路で「フェリーなみのうえ」（定員804人）として就航していた。

### 仁川航路
マルエーフェリーでの引退後、2012年10月1日に韓国の清海鎮海運に売却された。
売却後に大きく改造され、最上階の船体後方への客室増設により定員数は804人から921人となった。また右舷サイドランプは撤去された。貨物は車両180台、20ftコンテナ152個の積載が可能とされ、総排水量も6,825tとなった。
船体の改造が行われた船は2013年3月15日から「セウォル」として仁川と済州の定期航路を週2往復した。
2014年4月16日、済州島への航行中、全羅南道珍島郡の観梅島沖で転覆沈没した。